# Liste der Stolpersteine in Bochum-Nord
Die Liste der Stolpersteine in Bochum-Nord führt die vom Künstler Gunter Demnig verlegten Stolpersteine im Bochumer Stadtbezirk Bochum-Nord (III) auf. Sie sollen an die Opfer des Nationalsozialismus erinnern, die in Bochum-Nord ihren letzten bekannten Wohnsitz hatten, bevor sie deportiert, ermordet, vertrieben oder in den Suizid getrieben wurden.

## Hintergrund
Seit November 2004 hat das Stadtarchiv – Bochumer Zentrum für Stadtgeschichte viele Verlegeaktionen organisiert, bei denen der Künstler Gunter Demnig Stolpersteine in Bochum verlegt hat.
 Info: Angaben zu Eigenschaften, welche alle Teillisten für Bochum gemeinsam haben, sind in der Liste der Stolpersteine in Bochum zu finden.
| Adresse                  | Nr. | Verlegedatum  | Person(en) / Inschrift | Bild                                                     | Bemerkungen |
| ------------------------ | --- | ------------- | --- | -------------------------------------------------------- | ----------- |
| Castroper Hellweg 416 ·  | 10  | 18. Nov. 2005 | HIER WOHNTE ELSE RUBEN GEB. ROSENBERG JG. 1901 DEPORTIERT ??? | Stolperstein für Else Ruben                              |             |
| Harpener Hellweg 137 ·   | 175 | 17. Sep. 2013 | HIER WOHNTE EDUARD ALFRED SCHNEIDER JG. 1906 VERHAFTET 19.10.1940 SACHSENHAUSEN ERMORDET 25.6.1941                                                                      | Stolperstein für Eduard Alfred Schneider                 |             |
| Lothringer Straße 6 ·    |     | 14. Dez. 2021 | Hier wohnte / arbeitete Moritz Reiss Jg. 1891 1939 Geschäft 'arisiert' deportiert 1941 Lodz/Litzmannstadt ermordet 20.10.1942                                           | Stolperstein für Moritz Reiss                            |             |
| Lothringer Straße 6 ·    |     | 14. Dez. 2021 | Hier wohnte / arbeitete Lotte Reiss geb. Marcus Jg. 1902 1939 Geschäft 'arisiert' deportiert 1941 Lodz/Litzmannstadt ermordet 18.7.1942                                 | Stolperstein für Lotte Reiss geb. Marcus                 |             |
| Lothringer Straße 6 ·    |     | 14. Dez. 2021 | Hier wohnte / arbeitete Moritz Rosenthal 1939 Kaufhaus 'arisiert' Schicksal unbekannt                                                                                   | Stolperstein für Moritz Rosenthal                        |             |
| Lothringer Straße 6 ·    |     | 14. Dez. 2021 | Hier wohnte / arbeitete Ida Rosenthal geb.Schönenberg Jg. 1878 1939 Kaufhaus 'arisiert' Flucht Holland interniert Westerbork deportiert 1943 Sobibor ermordet 23.7.1943 | Stolperstein für Ida Rosenthal geb.Schönenberg           |             |
| Lothringer Straße 7 ·    |     | 14. Dez. 2021 | Hier wohnte Albert Ortheiler Jg. 1877 verhaftet 1933 SA-Wache Gerthe zu Tode gefoltert 6.7.1933                                                                         | Stolperstein für Albert Ortheiler                        |             |
| Lothringer Straße 7 ·    |     | 14. Dez. 2021 | Hier wohnte Rahel Ortheiler geb. Würzburger Jg. 1879 deportiert 1941 Lodz/Litzmannstadt Chelmno/Kulmhof ermordet                                                        | Stolperstein für Rahel Ortheiler geb. Würzburger         |             |
| Lothringer Straße 7 ·    |     | 14. Dez. 2021 | Hier wohnte Fritz Ortheiler Flucht Südafrika | Stolperstein für Fritz Ortheiler                         |             |
| Lothringer Straße 7 ·    |     | 14. Dez. 2021 | Hier wohnte Hans Ortheiler Flucht Kenia tot 1944 Nairobi | Stolperstein für Hans Ortheiler                          |             |
| Meesmannstraße 109–111 · |     |               | Hier wohnte Michael Lisitzki Jg. 1887 in Bochum 1933 verhaftet, misshandelt ermordet 18.10.1933                                                                         | Stolperstein Bochum Meesmannstraße 115c Michael Lisitzki |             |